# Perfeccionismo (filosofía)
En ética y teoría del valor, se entiende como perfeccionismo a la persistencia de la voluntad en la búsqueda de la máxima calidad del ser espiritual, mental, físico y material. Thomas Hurka describe el perfeccionismo de la siguiente manera:
 Esta teoría moral parte de una concepción de la buena vida, o la vida intrínsecamente deseable. Y caracteriza esta vida de una manera distintiva. Sostiene que ciertas propiedades constituyen la naturaleza humana o son definitorias de la humanidad, es decir, hacen que los humanos sean humanos. Luego, afirma que la buena vida desarrolla estas propiedades en un alto grado o realiza lo que es central en la naturaleza humana. Diferentes versiones de la teoría pueden discrepar sobre cuáles son estas propiedades relevantes y, por lo tanto, sobre el contenido de la buena vida. Pero todas comparten la idea fundamental de que lo que es bueno, en última instancia, es el desarrollo de la naturaleza humana.  

## Historia
El perfeccionismo, como teoría moral, tiene una larga historia y ha sido abordado por filósofos influyentes. Aristóteles expuso su concepción de la buena vida (eudaimonía). Enseñó que la política y las estructuras políticas deberían promover la buena vida entre los individuos; dado que la polis es la que mejor puede fomentar la buena vida, debería ser adoptada sobre otras formas de organización social.
El filósofo Stanley Cavell desarrolla el concepto de perfeccionismo moral como la idea de que existe un yo no alcanzado pero alcanzable al que uno debería esforzarse por llegar. Los perfeccionistas morales creen que preguntas antiguas como "¿Estoy viviendo como se supone que debería?" marcan una diferencia fundamental en el mundo y describen el compromiso que deberíamos tener de maneras que parecen, pero no son, exigencias imposibles. Hacemos esto porque solo manteniendo en mente una visión "imposible" se puede aspirar a ese "yo no alcanzado pero alcanzable".
En su libro Cities of Words: Pedagogical Letters on a Register of the Moral Life (2005), basado en un curso de conferencias llamado "Perfeccionismo Moral" que impartió por primera vez en la Universidad de Harvard en la década de 1980, Stanley Cavell caracteriza el perfeccionismo moral en general, y lo que él denomina "perfeccionismo emersoniano", la forma de perfeccionismo moral que adopta y defiende, no como una teoría de la filosofía moral comparable a la visión deontológica de Immanuel Kant, según la cual existe una ley moral universal (el imperativo categórico) que nos permite determinar racionalmente si una acción es correcta o incorrecta, ni a la visión utilitarista de John Stuart Mill, que sostiene que la acción buena es aquella que causa el menor daño o el mayor bien para el mayor número de personas. Para Cavell, el perfeccionismo moral es una perspectiva o un registro de pensamiento, una forma de reflexionar sobre la moralidad que se expresa temáticamente en ciertas obras de filosofía, literatura y cine. Como resume William Rothman, Cavell "considera que nuestra tarea principal como seres humanos—al mismo tiempo nuestro deseo más profundo, lo sepamos o no, y nuestra obligación moral—es llegar a ser más plenamente humanos, realizar nuestra humanidad en nuestras vidas en el mundo, lo que siempre requiere el reconocimiento simultáneo de la humanidad de los demás (nuestro reconocimiento de ellos y el de ellos hacia nosotros)."
Cities of Words combina capítulos sobre filósofos importantes de la tradición occidental, como Platón, Aristóteles, Immanuel Kant, Ralph Waldo Emerson, Friedrich Nietzsche, John Stuart Mill, Sigmund Freud y John Rawls, respaldando la comprensión de Cavell sobre el perfeccionismo moral, con capítulos dedicados a artistas como William Shakespeare, Henry James, Henrik Ibsen y George Bernard Shaw, además de capítulos sobre películas. Todas estas películas, excepto una (A Tale of Winter (1992) de Eric Rohmer), pertenecen a los géneros clásicos de Hollywood, lo que Cavell denomina "la comedia del reencuentro matrimonial" y "el melodrama de la mujer desconocida".
Cavell sostiene que estas películas ilustran el perfeccionismo moral (y, más específicamente, el perfeccionismo emersoniano). Las cuestiones morales que las parejas abordan en las comedias de reencuentro matrimonial, como It Happened One Night, The Awful Truth y The Philadelphia Story, a través de su ingenioso intercambio de diálogos, se formulan, según Cavell, "menos en términos de qué deberían hacer, qué sería lo mejor o lo correcto para ellos, y más en términos de cómo deberían vivir sus vidas, qué tipo de personas aspiran a ser".7

## Felicidad
La perfección significa más que—o algo diferente de—la felicidad o el placer, y el perfeccionismo es distinto del utilitarismo en todas sus formas. Una sociedad dedicada a principios perfeccionistas puede no producir ciudadanos felices—lejos de ello. Kant consideraba que una sociedad así caería en el paternalismo gubernamental, algo que rechazaba en favor de un estado "patriótico" (*imperium non paternale, sed patrioticum*). Mientras que el individuo es responsable de llevar una vida virtuosa, el estado debería limitarse a regular la convivencia humana.
Alfred Naquet sostenía que no existen parámetros universales de perfección. Los individuos y las culturas eligen aquellos valores que, para ellos, representan el ideal de perfección. Por ejemplo, una persona puede considerar que la educación conduce a la perfección, mientras que para otra la belleza es el ideal supremo.
Escribió al respecto:
 El verdadero propósito de la existencia colectiva... es aprender, descubrir, conocer. Comer, beber, dormir, vivir, en una palabra, es un mero accesorio. En este sentido, no nos diferenciamos de las bestias. El objetivo es el conocimiento. Si estuviera condenado a elegir entre una humanidad materialmente feliz, saciada como un rebaño de ovejas en un campo, y una humanidad que existiera en la miseria, pero de la cual emanara, aquí y allá, alguna verdad eterna, mi elección recaería en esta última. 
Desde una perspectiva crítica cultural, sentimientos similares fueron expresados por Matthew Arnold en sus ensayos de Cultura y anarquía. Según su postura en la publicación de 1869, "La cultura [...] es un estudio de la perfección". Además, escribió: "[La cultura] busca eliminar las clases; hacer que lo mejor que se ha pensado y conocido en el mundo sea accesible en todas partes; hacer que todos los hombres vivan en una atmósfera de dulzura y luz [...]".
Además, en el prefacio de ese texto, escribió:
 El propósito general del ensayo es recomendar la cultura como la gran ayuda para salir de nuestras dificultades actuales; entendiendo la cultura como la búsqueda de nuestra perfección total a través del conocimiento de lo mejor que se ha pensado y dicho en el mundo sobre los asuntos que más nos conciernen, y, mediante este conocimiento, dirigir un flujo de pensamiento fresco y libre sobre nuestras nociones y hábitos arraigados, que seguimos con firmeza pero de manera mecánica, imaginando vanamente que hay virtud en seguirlos con firmeza, lo que compensaría el perjuicio de seguirlos mecánicamente. 

## Transhumanismo
El filósofo Mark Alan Walker sostiene que el perfeccionismo racional es, o debería ser, el imperativo ético detrás del transhumanismo.[cita requerida]